# لیزاب

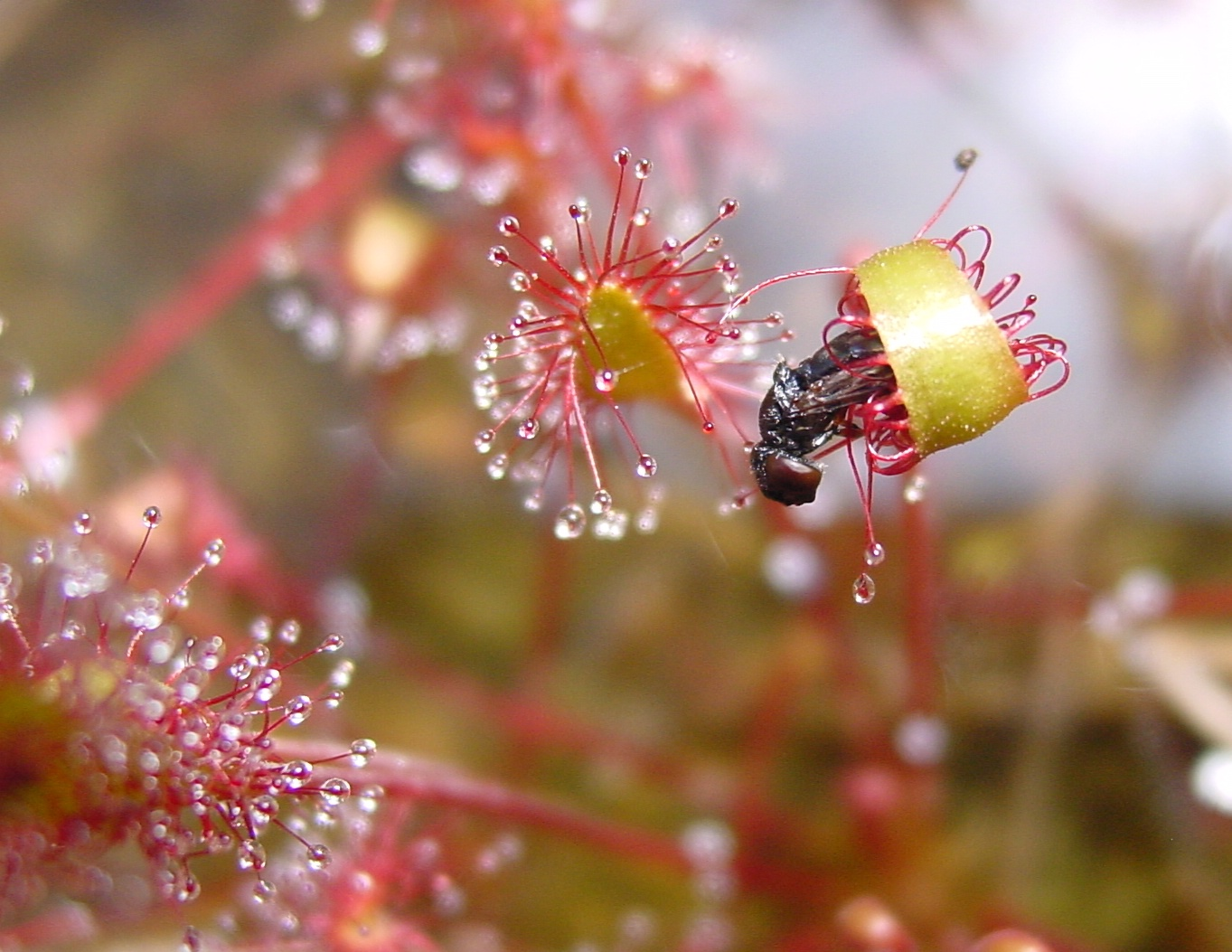

لیزاب یا موسیلاژ گروهی از ترکیبات گیاهی هستند که مملو از پلی ساکارید می‌باشند. لیزاب‌ها در تماس  حل می‌شوند و ماده ای لزج، مانند ژلاتین تولید کرده و حجیم می‌شوند. لیزاب‌ها دارای خاصیت ضد التهاب، مرطوب کنندگی، نرم کنندگی، چسبندگی و بادکننده هستند. مصرف آن‌ها همچنین موجب تسهیل در خروج فضولات روده می‌گردد. به همین دلیل عصاره ختمی، مانند عصاره اسپرزه و تخم کتان و برخی دیگر از گیاهان حاوی لیزاب ملین می‌باشد .

## منبع گیاهی
این گیاهان حاوی لیزاب بیشتری نسبت به دیگر گونه‌های گیاهی هستند:
تخم شربتی
- گل ختمی
- صبر زرد طبی
- کاکتوس
- خزه ایرلندی
- دروزا
- شنبلیله
- دانه کتان
- کتانجک
- ریشه شیرین‌بیان
- پنیرکیان
- ورباسکوم
- بامیه
- دانه چیا
- نارون قرمز
- بارهنگ
- مولوخیا